# Olivier Irabaruta
Olivier Irabaruta, född 25 augusti 1990, är en burundisk långdistanslöpare.
Irabaruta tävlade för Burundi vid olympiska sommarspelen 2012 i London, där han blev utslagen i försöksheatet på 5 000 meter.
Vid olympiska sommarspelen 2016 i Rio de Janeiro tävlade Irabaruta i två grenar. Han slutade på 27:e plats på 10 000 meter och blev utslagen i försöksheatet på 5 000 meter.